# كاتدرائية شلمنقة القديمة
كاتدارئية القديسة مريم أو المعروفة شعبيًا باسم الكاتدرائية القديمة، هي واحدة من كاتدرائيتين موجودتين في مدينة شلمنقة الإسبانية، جنبًا إلى جنب كاتدرائية شلمنقة الجديدة. شيدها الأسقف خيرونيمو دي بيريجورد، حيث بدأت أعمال البناء بها في الربع الأول من القرن الثاني عشر إلى أن انتهت مع أواخر القرن الرابع عشر. وقد خلطت بين أسلوبي العمارة الرومانسكي والقوطي. ولعبت توجيهات ورغبة أسقف شلمنقة ألفونسو باراساكي حينها دورًا محوريًا في الانتهاء من أعمال بنائها.

## التاريخ
تم البدء في بناء الكاتدرائية بعد وقت قصير من استعادة أبرشية شلمنقة. جاء البناء في بداية الأمر بمبادرة من أسقفها الأول، خيرونيمو دي بيريجورد، في الوقت الذي أفسح فيه الفن الروماني المجال إلى الفن القوطي. وهو أمر ملحوظ في الفرق بين الأعمدة وأطراف الأقبية، فلم يكن هناك استمرارية بنائية بينهما، فكانت أولها مُصممة لدعم قبو الأخدود. وتم الانتهاء منها عام 1236.
عند الشروع في بناء الكاتدرائية الجديدة فيما بين أعوام 1513 و1733، كان هناك نية، في البداية، في هدمها، إلا أنهم اعتمدوا معيار بقائها مفتوحة للعبادة حتى تنتهي عمال الكاتدرائية الجديدة. وعند الانتهاء من الأعمال في القرن الثامن عشر، تم إعادة النظر في هدمها، وتم إبقائها حتى الوقت الحالي.